# Senzo Meyiwa
Senzo Meyiwa est un footballeur sud-africain né le 24 septembre 1987 à Durban et assassiné le 26 octobre 2014 . Il évoluait au poste de gardien de but à Orlando Pirates.

## Biographie
Senzo Meyiwa, alors âgé de vingt-sept ans, perd la vie en voulant protéger sa compagne lorsque des hommes pénètrent chez lui. Ces derniers lui tirèrent une balle dans le ventre. Il décède à son arrivée à l’hôpital 
les enquêtes de la polices ont écarté ces allégations et sont plus favorable à un meurtre commandité commis par cinq présumés récidivistes dans les crimes commis dans le monde des taxis en Afrique du Sud. 
Au stade actuel des investigations, toute l'Afrique du Sud et surtout les parents, sont en attente du procès (le 2ème) qui doit se tenir en avril 2022 afin de dévoiler le cerveau de cette affaire.
Son histoire est racontée dans le documentaire Netflix en 2022 "Meurtre d'un footballeur : L'affaire Meyiwa".

## Carrière
- 2005-2014 : Orlando Pirates ( Afrique du Sud)

## Palmarès
- Champion d'Afrique du Sud en 2011 et 2012 avec l'Orlando Pirates
- Vainqueur de la Coupe d'Afrique du Sud en 2011 avec l'Orlando Pirates